# Каф (горы)
Каф (перс. قاف‌کوه, qaafkuh или کوه قاف, kuh-e qaaf; араб. جبل قاف‎, jabal qaf) — легендарные горы в персидской мифологии и средневековой исламской космологии времён Низами. По суждению средневековых мусульманских космографов, горная цепь расположена на краю земли, опоясывая её. Часто упоминается в сказках «Тысяча и одной ночи», эпосе «Шахнаме» и других произведениях. Иногда употребляется в единственном числе — гора Каф.
Согласно арабской сказке «Рассказ о Хасибе и царице змей», змеиное племя во главе со своей царицей каждую зиму отправляется на перезимовку в горы Каф. В той же сказке персонаж Булукия в разговоре с ангелом узнаёт, что за горой Каф расположена гора длиной в пятьсот лет пути, состоящая из снега и льда; она же защищает мир от жара Геенны. В грузинском фольклоре Каф предстаёт мифической горой, пристанищем дэвов — злых духов и сказочных великанов.
В персидской традиции Саошьянт, зороастрийский мессия, будет сражаться в горах Каф. Также в горах Каф обитают джинны и расположено гнездо птицы Симург.
Господь Вседержитель создал великую гору из зелёного хризолита, — из-за этого небо имеет зеленоватый отлив. Гора Каф, так она называется, окружает полностью всю землю, именно ею клялся Вседержитель, и назвал её Каф.
Некоторые исследователи отождествляют Каф с горами Кафу из Книги Бытия. Бахаулла в произведении «Семь долин и Четыре долины» пишет, что Каф означает «куффи, то есть освободись от пелён ограничений». Местом погребения Адама также является гора Каф.

## Каф и Кавказ
Кроме того, некоторые исследователи склонны роднить гору Каф (قاف) с Кавказом, исходя из схожести в этимологии, а также исходя из казахского, персидского и татарского фольклоров. Каф часто используется в качестве художественного образа Кавказа, так же как, к примеру, Киммерия — обозначение художественного образа Крыма. Байрон прямо называл Кавказ Кафом: «Верблюдов длинный вьется караван от самой Каф-горы, из дальних стран».
Схожая гора представлена в башкирской мифологии и называется Каф-тау.
В эзотерике гора Каф идентифицируется с полярной горой Альбора, в то время как на самом деле Альбора является пиком Эльбруса.